# Joe Angelo
Pour les articles homonymes, voir Angelo.
Joseph T. Angelo, né le 16 février 1896 à Lattimer en Pennsylvanie aux États-Unis, décédé en 1978, est un vétéran américain de la Première Guerre mondiale. Il est décoré de la Distinguished Service Cross pour avoir sauvé la vie du futur général George Patton.

## Biographie
Après sa naissance à Lattimer, une petite ville au nord-est d'Hazleton, Joe Angelo déménage avec sa famille à Camden (New Jersey) où ils apparaissent dans l'annuaire en 1904. En juin 1917, Joe Angelo déménage à Penns Grove (New Jersey) et travaille à la California Powder Works (en) avant de rejoindre l'Armée de terre américaine. Il est assigné au détachement médical de la 304e brigade des chars.
 Il s'est impliqué dans le mouvement de la Bonus Army des années 1930.

### Service de guerre
Angelo reçoit la Distinguished Service Cross pour ses actions au cours de l'offensive de Meuse-Argonne le 26 septembre 1918, en tant que préposé à la 304e brigade de chars, commandée par le futur général George S. Patton, Jr., alors lieutenant-colonel. Au cours de la bataille, dans une position exposée, Patton est grièvement blessé par une mitrailleuse. Faisant preuve d'un grand courage sous le feu ennemi, Angelo traîne Patton en sécurité. Il sauve ainsi la vie de l'homme qui deviendra un jour une légende américaine.
Au printemps 1919, une interview paraît dans la presse américaine dans laquelle Patton déclare Angelo « sans doute l'homme le plus courageux de l'Armée américaine. Je n'ai jamais rien vu de tel. » Selon le journaliste, Angelo a commencé à « rougir furieusement » comme il le relate ci-dessous :

« [Nous] avons passé le sommet à 6h30 du matin. Nous avions 150 chars en mouvement et progressions péniblement à travers un épais brouillard. Comme j'étais sous les ordres du Colonel, je l'accompagnai jusqu'au détachement.
Nous avions une quinzaine d'hommes et deux premiers lieutenants dans notre groupe. Les chars nous suivaient. Je marchais aux côtés du Colonel, mais lorsque nous arrivâmes à un carrefour, le Colonel me dit de rester là et d'être à l'affût des Allemands.
Alors que j'étais en alerte, deux marines américains arrivèrent. Je leur demandai quelle était leur mission et ils répondirent : « On est juste en train de nettoyer ». Je leurs répondis : « Eh bien, si vous ne vous barrez pas d'ici, vous allez être nettoyés, parce que les Allemands sont en train d'arriver à grands renforts ». Lorsque plusieurs obus explosèrent, les marines se réfugièrent à l'abri. Quelques instants plus tard, un obus percuta l'abri. Les marines furent réduits à l'état d'atome. Je vis alors deux mitrailleurs allemands derrière un fourré. Ils me tirèrent dessus. Je leur rendis la pareille et j'en tuai un. L'autre s'enfuit.
Le Colonel, qui était plus avant, apparut au sommet d'un monticule et cria : « Joe, c'est vous qui êtes en train de tirer ? » Ensuite, je pensai que l'enfer était en train de s'abattre sur nous. Les balles de mitrailleuses plurent tout autour de nous.
Viens, nous allons nettoyer ces nids, cria le Colonel, et je le suivis jusqu'à la colline. Le Colonel était remonté et ne pouvait pas comprendre pourquoi nos soldats ne pouvaient pas se défaire de ces nids. Puis il vit que les chars n'étaient pas en mouvement et m'envoya voir le Capitaine [Math] anglais [qui allait plus tard être tué]... pour en trouver la cause. Les chars étaient coincés dans la boue.
Le Colonel m'ordonna de le suivre et lorsqu'il atteint les chars, enfoncés profondément dans la boue, il saisit une pelle et commença à déblayer les tanks. Moi et d'autres hommes l'aidèrent à creuser. Les Allemands envoyaient des tirs d'artillerie lourde au-dessus de nous, mais finalement nous pûmes dégager les tanks et les amener en haut de la colline.
Le Colonel trouva ici des fantassins qui ne savaient pas quoi faire, parce que leurs officiers avaient été tués. Le Colonel m'ordonna de les placer avec le détachement des chars. Plus tard, le Colonel me dit d'aller sur les côtés et d'éliminer les nids de mitrailleurs. « Prends quinze hommes avec toi », ordonna-t-il.
« Je suis désolé », lui dis-je, « mais ils ont tous été tués. Mon Dieu ! Ils sont tous morts ? » s'écria le Colonel. Quand je lui dis que les fantassins avaient été tués par les mitrailleuses il m'ordonna de l'accompagner, déclarant qu'il se débarrasserait d'eux.
Je pensai que le Colonel était devenu fou, et l'attrapai. Il m'attrapa par les cheveux et me secoua dans tous les sens. Je le suivis ensuite. Nous allâmes à environ trente mètres et le Colonel tomba avec une balle coincée dans sa cuisse.
Je traînai le Colonel dans un trou d'obus, bandai ses plaies et observai alentours[.] Les obus volaient autour de nous. Deux heures plus tard, le Colonel revigoré m'ordonna d'aller voir le Commandant [Sereno] Brett et de lui ordonner de prendre le commandement du corps de chars d'assaut [sic—304e Brigade]. Je le trouvai et le fit. Puis [I] je le rapportai au Colonel. Quelques instants plus tard, le Colonel, avec trois chars, un français et deux américains, campèrent à une vingtaine de mètres du trou d'obus.
« File là-bas » ordonna le Colonel, « et disperse les chars ou ils vont être désintégrés ». Je me précipitai hors du trou, donnai l'ordre et revint de nouveau. Les chars Américains s'en allèrent, mais le char français fut mis en pièces et les hommes tués.
Le colonel m'ordonna ensuite de sortir du trou d'obus et d'empêcher les chars approchant de se mettre en dessous de nous, le feu de l'ennemi étant terriblement lourd. Puis le Colonel dit : « Joe, les Allemands ont fait de ce trou d'obus un enfer depuis que tu es parti. Prends un char et débarrasse-toi de ces nids ». Cela fut fait et après cela je vis quatre fantassins portant le Colonel vers l'arrière. »

Renvoyé de l'armée en 1919, Joe Angelo revient dans le New Jersey. Il trouve bientôt un travail sur un des chantiers navals de Camden. En 1921, il se marie et a une fille, Betty, aux alentours de 1924.

### Grande Dépression et Bonus Army
En 1932, alors que Patton continue son chemin vers sa célèbre carrière militaire, Angelo retourne à la vie civile. Il est au chômage et souffre comme beaucoup d'autres anciens combattants des effets de la Grande Dépression. Il rejoint par conséquent le mouvement de la Bonus Army de la Première Guerre Mondiale des anciens combattants, exigeant une compensation financière pour leurs rôles dans la guerre. Le problème est qu'on promet une compensation à ces anciens combattants, mais ils ne peuvent la recevoir avant 1945. En raison des réalités de la dépression, des vétérans tels qu'Angelo demandent à recevoir l'argent immédiatement.
Les anciens combattants défilent à Washington, installant des camps afin de protester contre l'administration du président Herbert Hoover.

### Dernière rencontre
Le 28 juillet 1932, des troupes sont envoyées dans les camps pour réprimer la manifestation. Dans la mêlée, deux anciens combattants sont tués et de nombreux autres sont blessés. Les commandants de l'opération incluant Douglas MacArthur, Dwight D. Eisenhower, et Patton, l'homme sauvé par Angelo de nombreuses années avant. À la suite de l'assaut mené sur les camps, Angelo approche Patton mais est durement rejeté. Les derniers mots entre les deux hommes furent prononcés par Patton :
« Je ne connais pas cet homme. Emmenez-le, et ne lui permettez en aucun cas de revenir. » Il explique à ses collègues qu'Angelo « m'a traîné dans un trou d'obus sous le feu ennemi. Je lui ai fait obtenir une décoration. Depuis la guerre, ma mère et moi l'avons plus que soutenu. Nous lui avons donné de l'argent. Nous l'avons installé dans les affaires à plusieurs reprises. Vous imaginez la une de l'actualité si les journaux ont vent de notre rencontre ici ce matin. Bien sûr, nous allons prendre soin de lui de toute façon. »

### Les années 1940
Joseph T. Angelo retourne dans sa famille en 1940 à Pennsauken (New Jersey) et travaille pour la Work Projects Administration.
Il tente de se réengager dans l'armée après Pearl Harbor mais est refusé en raison de son âge.
Joe Angelo meurt en juillet 1978 à Pennsauken.